# Tacoronte
Tacoronte település Spanyolországban, Santa Cruz de Tenerife tartományban. Tacoronte San Cristóbal de La Laguna, El Rosario és El Sauzal községekkel határos. Lakosainak száma 24 746 fő (2024).

## Népesség
A település népessége az elmúlt években az alábbi módon változott:
| Lakosok száma | 21 122 | 21 986 | 22 943 | 23 562 | 23 718 | 23 929 | 23 812 | 24 134 | 24 592 | 24 746 |
|               | 2001   | 2004   | 2007   | 2009   | 2012   | 2014   | 2017   | 2019   | 2022   | 2024   |